# Танас Вражиновський
Тана́с Вражино́вський (мак. Танас Вражиновски; *23 липня 1941, с. Смрдеш, Костурсько, Західна Македонія, Греція) — македонський фольклорист, дослідник прозового фольклору, зокрема народних легенд та міфології македонців, в т.ч. на еміграції (в Канаді та США).

## З біографії
Танас Вражиновський народився в Егейській (Західній) Македонії (сучасна Греція) 23 липня 1941 року.
Після громадянської війни в Греції (1948) малолітнього Танаса перевезли до Тулгеша (Румунія), де він став здобувати початкову освіту, а потім переїхав до Коросна (Польща), де закінчив початкову освіту (1955). 
Середню освіту закінчив у Ярославлі (Польща, 1961). Потому вивчав слов'янську філологію в університеті Кракова (Польща) та закінчив філологічний факультет університету у Софії (1966). 
Потім Т. Вражиновський був професором російської мови в гімназії в Сеняві (Польща, 1966-70). 
Згодом переїздить із родиною до Скоп'є, де був спершу асистентом, науковим і старшим науковим співробітником (16 червня 1970 — 31 серпня 1990) й в.о. директора (1988 — 30 квітня 1989) профільного академічного Інституту фольклору в Скоп'є.
Танас Вражиновський отримав докторський ступінь на філологічному факультеті університету в Скоп'є за темою «Соціально-класові відносини в македонських народних казках» („Социјално-класните односи во македонските народни приказни”, 28 квітня 1981 року). 
Працював головним редактором зібрання «Македонський фольклор» (Скоп'є, 1985-8). 
Трудову кар'єру Т. Вражиновський закінчив, працюючи до виходу на пенсію на посадах наукового радника (1990), головного редактора видання «Балканославіка» („Балканославика”) та директора (2001—5) Інституту старослов'янської культури (Институтот за старословенска култура) у місті Прилепі.

## Наукова діяльність
Танас Вражиновський відомий, перш за все, як людина, яка упорядкувала величезне зібрання македонського фольклору. Вчений займався й сам польовими дослідженнями й збиранням зразків народної творчості, в тому числі в місцях компактного проживання македонської громади на еміграції — в Канаді та США. 
Як дослідник, Т. Вражиновський відзначився численними монографіями, розвідками і науковими статтями з прозового фольклору македонців.

### Вибрана бібліографія
- Разловечкото востание во современата усна прозна традиција на Разловчани, Скопје, 1976 (співавтор);
- Македонски народни приказни за животни, Скопје, 1977;
- Македонските преданија за места, Скопје, 1979;
- Илинденскиот прозен револуционерен фолклор, Скопје, 1981;
- Самоњилѕ и пастерзе. Бајки з Социалистѕцнеј Републики Мацедонии, Њарсзсања, 1981 (співредактор);
- Социјално-класните односи во македонските народни приказни, Скопје, 1982;
- Гоце Делчев во македонскиот фолклор, Скопје, 1985 (співредактор);
- Македонски народни волшебни приказни, Скопје, 1986;
- Македонски народни преданија, Скопје, 1986;
- Богови и попови, Скопје, 1987 (співредактор);
- Вампирите во македонските верувања и преданија, Скопје, 1988 (співредактор);
- Народни приказни на Македонците иселеници во Канада, Скопје, 1990;
- Македонски народни приказни од брегот на Преспанското Езеро раскажани од Славе ЈанкуловскиГрпчевски, Торонто, 1990;
- Македонското иселеништво во Канада, Скопје, 1991;
- Споредбена монографија на македонското село Јабланица и полското село Пјентки Грензки, Скопје, 1992 (співавтор);
- Македонски историски преданија, Скопје, 1992;
- Македонско-канадскиот комитет за човечки права во Торонто, Скопје, 1993;
- Организационата структура на македонското иселеништво во Канада, Скопје, 1994;
- Убавините на Македонија низ преданија и легенди, Скопје, 1995;
- За националниот карактер на Македонците, Скопје, 1997;
- Организацијата „Обединети Македонци”, Скопје, 1998;
- Македонското иселеништво во САД – организационата структура, Скопје, 2000;
- Актерството на народниот раскажувач, Скопје, 2002;
- Македонска народна митологија, кн. 1-5, Скопје, 2002 (зі співробітниками).

Наприкінці 2000-х (2009) видавець «Матиця Македонська» („Матица Македонска“) перевидав багато фольклорних збірок Т. Вражиновського: наприклад, видання «вампірського» фольклору македонців Вампирите во македонските верувања и преданија (1988) вийшло доповненим.
Також Танас Вражиновський переклав декілька книг з польської на македонську мову і навпаки.